# Giovanni Battista Cantalupi
Giovanni Battista Cantalupi (Miasino, 1732 - 1780) est un peintre italien de la période actif dans la Riviera di San Giulio (it) ainsi que dans la haute Valsesia.

## Biographie
On connaît peu de choses sur la formation et le début de l'activité de Cantalupi.
En 1766, âgé de 33 ans, l'artiste signe un contrat de mariage avec Giuseppa Ragni, alors âgée de 12 ans, domiciliée à Romagnano Sesia, appartenant à une famille d'origine noble.
En 1769 Cantalupi travaille en Valduggia où il fait la connaissance de Giuseppe Mazzola (1748-1838), qui deviendra son élève.
En 1771 il décore la fresque la Chapelle du Rosaire dans l'église paroissiale San Pietro à Gargallo. En même temps il réalise une chapelle du même nom à l'église paroissiale de Orta San Giulio, dont la particularité est d'être un des rares exemples de peinture rococo de la région de Novare.
En 1772 Cantalupi décore la voûte de la Chapelle XII du Mont Sacré de Orta, en 1774 les fresques Saint Maurice en Gloire de la voûte de l'église San Maurizio à San Maurizio d'Opaglio.
Cantalupi est mort à Miasino le 21 avril 1780 à l'âge de 47 ans.
Sa production est riche en apports d'influences lombardes, vénitiennes et françaises issues probablement de la formation de l'artiste dans une région qui à l'époque se situait à un carrefour entre les diverses cultures.

## Œuvres
- Fresques, chapelle du Rosaire, église paroissiale, Orta San Giulio,
- Tableaux, côtés du maître-autel, église Santi Nicolao et Francesco, Mont Sacré d'Orta.
- Œuvres diverses, église Madonna delle Grazie (1757),
- Fresques de la façade, église paroissiale Santa Maria Assunta, Invozio di Valduggia (vers 1768).
- Saint Maurice en Gloire, voûte de l'église San Maurizio, San Maurizio d'Opaglio.

## Sources
- (it) Cet article est partiellement ou en totalité issu de l’article de Wikipédia en italien intitulé « Giovanni Battista Cantalupi » (voir la liste des auteurs).